# Дейе, Николя
Николя Дейе (фр. Nicolas Deyeux; 21 марта 1745, Париж — 27 апреля 1834) — французский химик и фармацевт.
На протяжении 20 лет держал в Париже свою аптеку, некоторое время исполнял обязанности придворного фармацевта при Наполеоне, был профессором химии на медицинском факультете Парижского университета.
Наиболее известен сотрудничеством с Антуаном Пармантье: написал вместе с ним ряд работ о составе молока, увенчавшиеся фундаментальной монографией «Краткие замечания о различных видах молока» (фр. Précis d’Expériences et Observations sur les différentes espèces de Lait; 1798). В 1782—1797 гг. был соредактором Пармантье по журналу Bibliothèque physico-économique. Изучал также дубильные вещества.
В 1797 году избран действительным членом Французской академии наук.